# Diamond Dogs (musikalbum)
För andra betydelser, se Diamond Dogs.
Diamond Dogs är ett musikalbum av David Bowie. Det spelades in i Olympic & Island Studios, London och Studio L Ludolf Machineweg 8-12, Hilversum, Nederländerna och släpptes i Storbritannien 24 april 1974. Albumet är inspirerat av George Orwells 1984. 1990 återutgavs albumet av RykoDisc med två bonusspår. 2005 gavs albumet ut igen som en 30-årsjubileumsutgåva med en bonus-cd på åtta spår.

## Låtlista
Låtar där inget annat anges är skrivna av David Bowie.
Sida ett
1. "Future Legend" – 1:05
2. "Diamond Dogs" – 5:56
3. "Sweet Thing" – 3:39
4. "Candidate" – 2:40
5. "Sweet Thing (Reprise)" – 2:31
6. "Rebel Rebel" – 4:30

Sida två
1. "Rock 'n' Roll With Me" (Bowie, Warren Peace) – 4:00
2. "We Are the Dead" – 4:58
3. "1984" – 3:27
4. "Big Brother" – 3:21
5. "Chant of the Ever Circling Skeletal Family" – 2:00

Bonusspår på RykoDisc återutgivning:

1. "Dodo" - 2:55 (Previously unreleased track recorded in 1973)

2. "Candidate" - 5:05 (Demo version recorded in 1973)

## Singlar som släpptes i samband med detta album
- Rebel Rebel
- Diamond Dogs

## Medverkande
- David Bowie - Sång, gitarr, saxofon
- Mike Garson - Keyboards
- Herbie Flowers - Bas
- Tony Newman - Trummor
- Alan Parker - Gitarr
- Tony Visconti - Stråkarrangemang

## Listplaceringar
| Lista (1974)   | Position            |
| -------------- | ------------------- |
| Australien     | 1 (Go Set)          |
| Finland        | 5                   |
| Frankrike      | 4                   |
| Kanada         | 1 (RPM)             |
| Norge          | 8 (VG-lista)        |
| Storbritannien | 1 (UK Albums Chart) |
| Sverige        | 4* (Kvällstoppen)   |
| USA            | 5 (Billboard 200)   |
| Västtyskland   | 40                  |